# Atalaia da Baía da Traição
A Atalaia da Baía da Traição localizava-se na baía da Traição, no litoral norte do estado brasileiro da Paraíba.

## História
Após a destruição da Feitoria da Baía da Traição (1586), aquele trecho do litoral paraíbano permaneceu em relativo abandono.
BARRETTO (1958) refere que a Carta-Régia de 16 de setembro de 1699 determinou a instalação de uma Atalaia naquele ancoradouro, a ser guarnecida com três soldados e artilhada com uma peça.
Embora não tenham sido localizadas informações adicionais sobre essa estrutura, posteriormente existiu um fortim no local, o Fortim da baía da Traição.